# Jean-Baptiste Clément
Jean-Baptiste Clément (30. května 1836, Boulogne-Billancourt, Francie – 23. února 1903, Paříž) byl francouzský šansoniér, píšící především pro kabarety na Montmartru, a také komunard. Dodnes známé jsou především jeho komunardské písně Čas třešní (Le Temps des cerises) a Krvavý týden (Le Semaine sanglante).

## Biografie
Pocházel z poměrně zámožné rodiny mlynáře, z domova ale odešel už ve čtrnácti letech. Pracoval jako dělník s mědí, začal psát do socialistických časopisů, v roce 1867 byl nucen emigrovat do Belgie, kde také publikoval Čas třešní. V době povstání Komuny bojoval na barikádách, což ho inspirovalo k druhé slavné písni Krvavý týden. Po potlačení povstání musel emigrovat do Londýna, do Paříže se mohl vrátit až v roce 1880. Dále podporoval francouzské socialistické kruhy, v roce 1898 se stal svobodným zednářem. Je pohřben na hřbitově Père Lachaise, jeho pohřbu se účastnilo přes pět tisíc lidí.